# Cuesta del Obispo
 (décembre 2017).
Si vous disposez d'ouvrages ou d'articles de référence ou si vous connaissez des sites web de qualité traitant du thème abordé ici, merci de compléter l'article en donnant les références utiles à sa vérifiabilité et en les liant à la section « Notes et références ».
La Cuesta del Obispo désigne une portion très sinueuse et pentue de la route provinciale n°33, qui connecte la vallée de Lerma, où se situe la ville de Salta, aux vallées Calchaquíes, dans le nord-ouest de l'Argentine. La route culmine au passage de la Piedra del Molino, à une altitude de 3 348 mètres.

## Description
La portion est une piste consolidée, large, bétonnée par endroits avant que la route ne s'élève, et en constante rénovation. Le tracé, qui serpente sur une vingtaine de kilomètres au total, atteint, une centaine de mètres avant son sommet, un point depuis lequel s'offre une vue sur la quasi-intégralité de la route.